# Nona Emenda à Constituição dos Estados Unidos
A Nona Emenda à Constituição dos Estados Unidos (em inglês: Ninth Amendment to the United States Constitution) trata de direitos, retidos pelo povo, que não são enumerados especificamente na Constituição. Faz parte da Declaração de Direitos.

## Visão geral
A Nona Emenda foi introduzida durante a elaboração da Declaração de Direitos, quando alguns dos Pais Fundadores americanos ficaram preocupados que as gerações futuras pudessem argumentar que, por um certo direito não estar listado na Declaração de Direitos, ele não existia. No entanto, a Nona Emenda raramente desempenhou qualquer papel no direito constitucional dos EUA e, até a década de 1980, era frequentemente considerada "esquecida" ou "irrelevante" por muitos juristas.

## Finalidade e uso
A Nona Emenda proíbe explicitamente a negação de direitos não enumerados se a negação se basear na enumeração de certos direitos na Constituição, mas esta emenda não proíbe explicitamente a negação de direitos não enumerados se a negação se basear na enumeração de certos poderes na Constituição. É a essa enumeração de poderes que os tribunais têm apontado, a fim de determinar a extensão dos direitos não enumerados mencionados na Nona Emenda.

## Redação
| “ | A enumeração de certos direitos na Constituição não deve ser interpretada no sentido de negar ou menosprezar outros retidos pelo povo. | ” |

#### Livros
- Barnett, Randy E. (2005). Restoring the Lost Constitution: The Presumption of Liberty. Princeton, NJ: Princeton University Press. ISBN 0-691-12376-4
- Farber, Daniel A. (2007). Retained by the People: The "Silent" Ninth Amendment and the Constitutional Rights Americans Don't Know They Have. [S.l.]: Perseus Books Group. ISBN 978-0-465-02298-4
- Lash, Kurt T. (2009). The Lost History of the Ninth Amendment. [S.l.]: Oxford University Press. ISBN 978-0-19-537261-8

#### Artigos
- Barnett, Randy. "The Ninth Amendment: It Means What It Says", Texas Law Review, Vol. 85, p. 1 (2006).
- Barnett, Randy. "Kurt Lash's Majoritarian Difficulty", Stanford Law Review, Vol. 60 (2008).
- Lash, Kurt. "The Lost Jurisprudence of the Ninth Amendment", Texas Law Review, Vol. 83 (2005).
- Lash, Kurt. "A Textual-Historical Theory of the Ninth Amendment", Stanford Law Review, Vol. 60, p. 906 (2008).
- McConnell, Michael. "The Ninth Amendment in Light of Text and History", Cato Supreme Court Review 13 (2009–2010).
- Williams, Ryan. "The Ninth Amendment as a Rule of Construction", Columbia Law Review, Vol. 111, p. 498 (2011).